# Paul Struck
Paul Friedrich Struck (né le 6 décembre 1776 à Stralsund – mort le 14 mai 1820 à Presbourg) est un compositeur originaire de Poméranie suédoise de la période classique viennoise.

## Biographie
Paul Struck est le fils de Christian Lorenz Struck (1741–1793), imprimeur. Il commence ses études musicales à Berlin en 1792, puis avec Johann Georg Albrechtsberger (1795) et par la suite avec Joseph Haydn (de 1796 à 1799) à Vienne. Pour trouver un poste de chef d'orchestre, il voyage de Prague à Dresde, Berlin et Stralsund jusqu’à Stockholm, où le 3 avril 1801 il donne la première de La Création de Haydn en Suède.
En 1802 il enseigne le piano à Vienne. Il se marie en 1809, puis après avoir vendu sa maison à Vienne à Hubert Ludwig Graf de la Fontaine et d'Harnoncourt-Unverzagt (1789–1846), il se fixe à Pressburg (actuelle ville de Bratislava en Slovaquie, à 60 km de Vienne, avec femme et enfants, où il vit de 1812 jusqu'à sa mort en 1820. 
Ernst Ludwig Gerber écrit en 1812 dans Neues historisch-biographisches Lexikon der Tonku̇nstler (page 299) : « jeune musicien à Vienne, digne élève de Haydn... Il était l'un des bons compositeurs ». Cependant sa Quatrième Symphonie a été sévèrement critiquée dans le journal Allgemeine musikalische Zeitung (1809, 1811), alors que sa musique de chambre a trouvé une oreille favorable (1807, 1819).

## Œuvres

### Vocale
- Geburtstagsfeier einer Mutter, (Vienne, 1797)
- Cantate für ihre Königliche Majestät die Königin pour soprano et orchestre (1801)
- „Trauercantate beym Tode seines Kindes“ op. 16 (Vienne, 1817)
- 6 Chants pour soprano, alto, ténor et basse[3]

### Instrumentale
- Quatuor pour clarinette, violon (ou deux violons), alto et violoncelle op. 12 (Louis Maisch, Vienne[4])
- Sonates pour le clavecin ou piano-forte avec accompagnement de violon et violoncelle op. 1 no 1, op. 1 no 2, op. 1 no 3[5]
- Trois sonates pour le clavecin ou piano-forte avec accompagnement de flûte ou violon et violoncelle obl. composées et dédiées à Madame C. E. Struck par son fils Struck. Élève de J. Haydn, op. 4 (Jean André, Offenbach[4])
- Grand Duo op. 7 (Sonate) pour le pianoforte et clarinette ou violino (1804, Vienne)[6]
- Trois sonates pour le clavecin ou piano-forte avec accompagnement de violon et violoncelle composées et dédiées à Mr Joseph Haydn, Maître de Chapelle de S. A. Monseigneur le Prince Esterhazy, par son élève Paul Struck (Jean André, Offenbach, 1797[7])
- Quatuor à cordes, op. 2 (c. 1797, Offenbach) Dédié J.C Pommer Esche, conseiller de la Chambre du roi de Suède
- Grand trio pour le piano-forte, violon et violoncelle composée et dédié à Madame la Comtesse de Thürheim, op. 3 (Jean André, Offenbach[4])
- Acht deutsche Tänze für das Pianoforte, op. 13 (Johann Traeg, Vienne[4])
- Trois de ses quatre symphonies sont considérées comme perdues. Reste la symphonie, op. 10 (éd. Offenbach par Johann Anton André)